# Canariothamnus hermosae
Canariothamnus es un género monotípico de plantas herbáceas perteneciente a la familia de las asteráceas. Su única especie: Canariothamnus hermosae, es originaria de Canarias.

## Taxonomía
Canariothamnus hermosae fue descrita por (Pit.) B.Nord.  y publicado en Compositae Newslett. 44: 28 28-29 2006.
Sinonimia
- Bethencourtia hennosae (Pit.) G.Kunkel
- Bethencourtia hermosae (Pit.) G.Kunkel
- Senecio hermosae Pit.[2]

Por último comentar que en Willdenowia 36 en Notulae ad floram euro-mediterraneam pertinentes n.º 22 se reconoce el género Bethencourtia Choisy in Buch, Phys. Beschr. Canar. Ins.: 148. 1828 como válidamente publicado pasando Canariothamnus B.Nord. in Compositae Newslett. 44: 26. 2006, nom. illeg. a ser sinónimo de dicho género. El género Bethencourtia quedaría de la siguiente forma:
- Bethencourtia hermosae (Pit.) Kunkel (≡ Senecio hermosae Pit. ≡ Canariothamnus hermosae (Pit.) B. Nord.)
- Bethencourtia palmensis (Nees) Choisy (≡ Senecio palmensis Buch ≡ Cineraria palmensis (Buch) Nees ≡ Canariothamnus palmensis (Buch) B. Nord.)
- Bethencourtia rupicola (B. Nord.) B. Nord. ≡ Canariothamnus rupicola B. Nord. in Compositae Newslett. 44: 27. 2006[3]